# Rassegna Sportiva

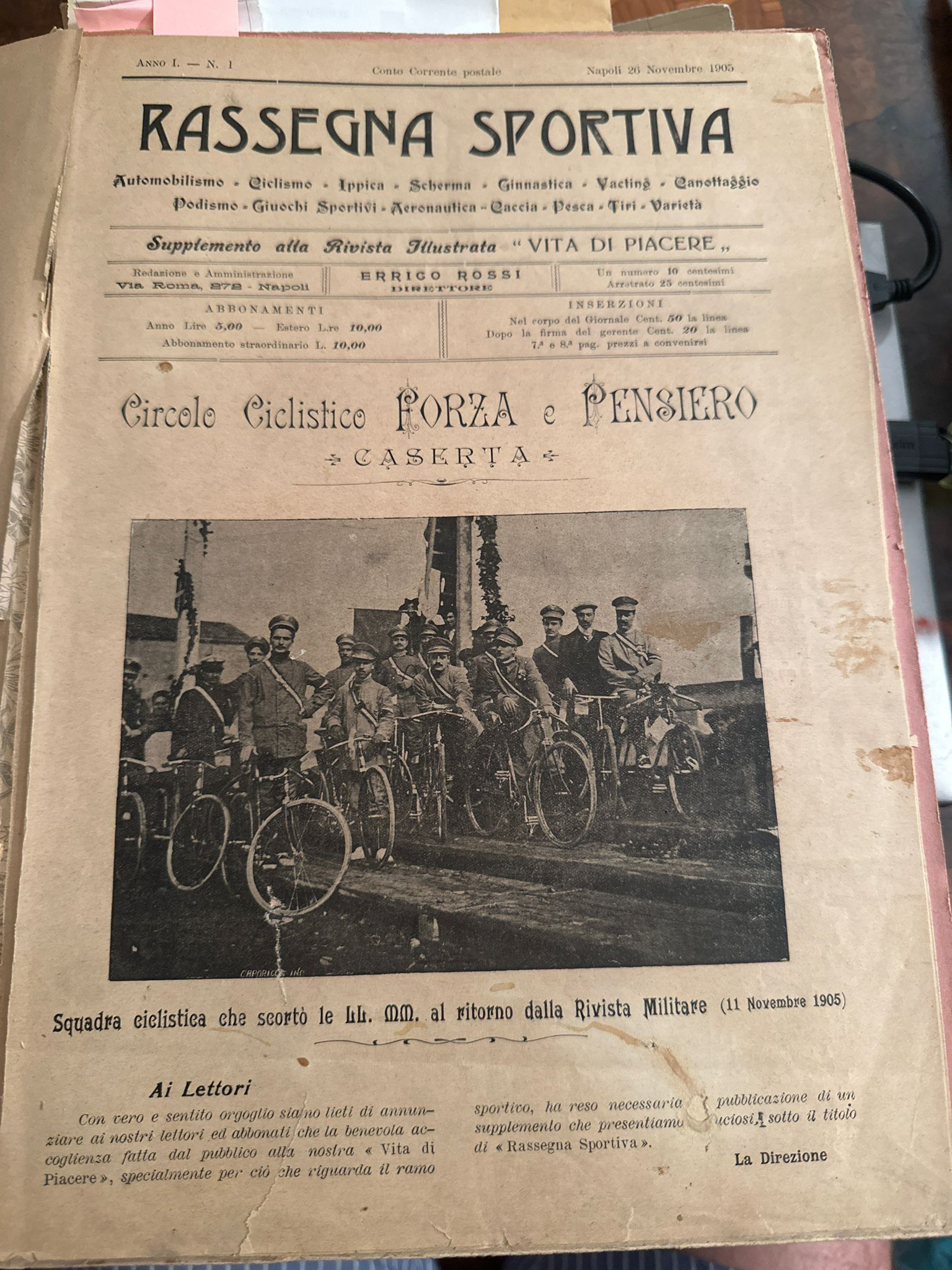
Primo numero della Rassegna Sportiva

La Rassegna Sportiva fu una rivista sportiva italiana, fondata nel 1905 da Luigi Salsi.
La testata, edita come supplemento della rivista illustrata Vita di piacere, rappresentò uno dei primi esempi di stampa periodica dedicata esclusivamente allo sport nel Sud Italia. 
Come evidenziato dal frontespizio della stessa rivista, i principali ambiti d'interesse riguardavano: automobilismo e ciclismo, ippica e scherma, ginnastica e podismo,canottaggio e yachting, aeronautica e giochi sportivi, caccia e pesca, tiri a segno, con una sezione "varietà" dedicata a notizie e articoli su eventi sportivi e mondani.
Una certa risonanza ebbe il tour, intrapreso dal direttore Salsi assieme al collega della Gazzetta dello Sport Eugenio Camillo Costamagna, volto a promuovere la diffusione della pratica sportiva nel Mezzogiorno d'Italia.
Successivamente alla nascita delle prime squadre calcistiche del Sud Italia la rivista estese la propria attività alla cronaca calcistica. Numerose le citazioni sulla nascita del Naples Football Club, che d'altronde era presieduta dallo stesso Luigi Salsi. 

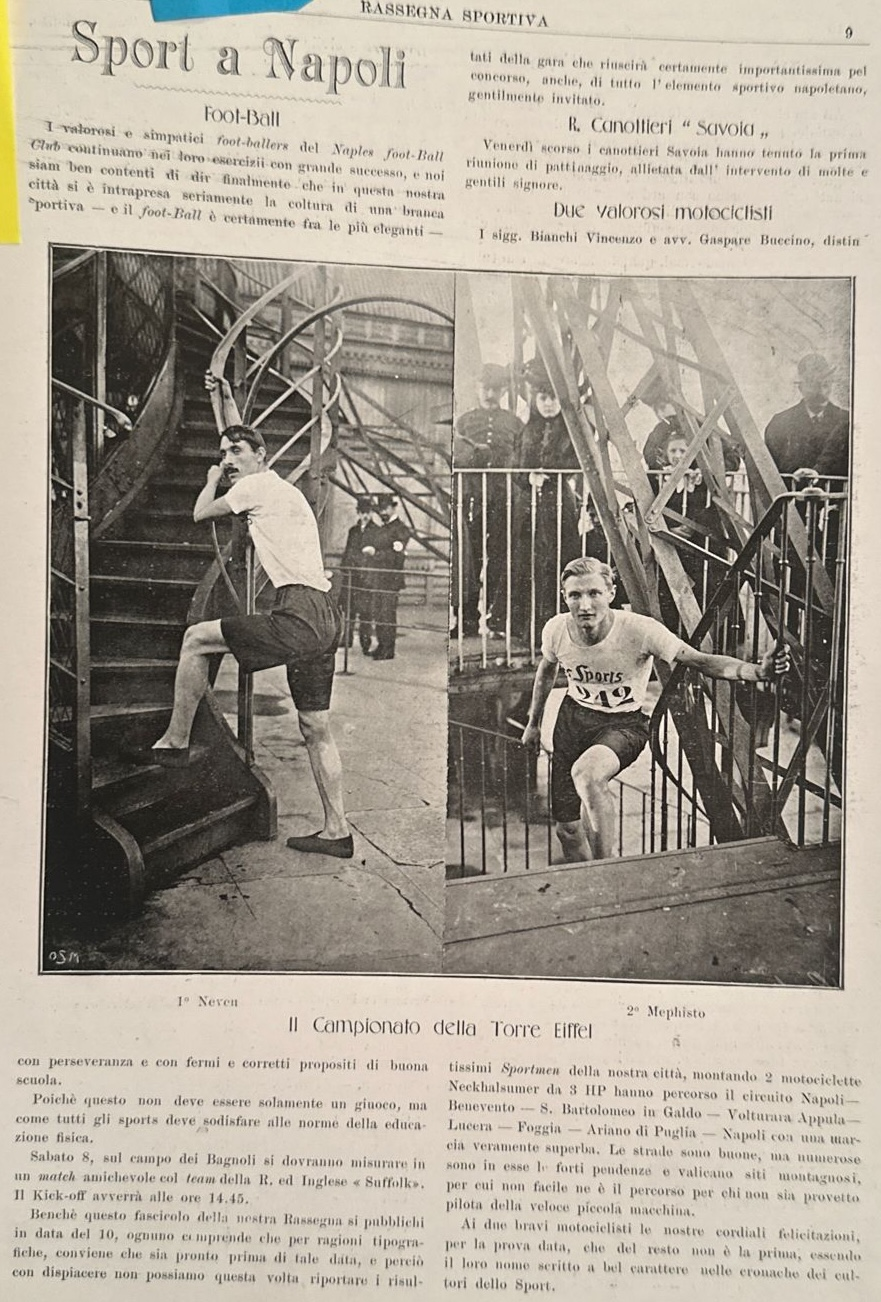
Rassegna Sportiva